# História do Exército Brasileiro

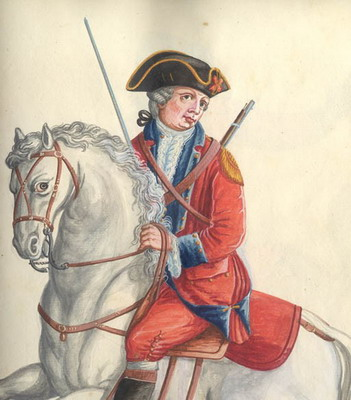
Aquarela de um militar brasileiro do período colonial, provavelmente do século XVIII

A história do Exército Brasileiro começa oficialmente com o surgimento do Estado brasileiro, ou seja, com a independência do Brasil. Entretanto, mobilizações de brasileiros para guerra existem desde a colonização do Brasil, sendo as primeiras dignas de nota, as efetuadas contra as tentativas de colonização francesa no Brasil, nas décadas de 1550 e de 1610. Ainda durante o período colonial, na Batalha de Guararapes, no contexto das invasões neerlandesas do Brasil, os efetivos portugueses eram formados majoritariamente por brasileiros (brancos, negros e ameríndios). Por isto, 19 de abril de 1648, data da primeira batalha, é tido como o dia do surgimento do Exército Brasileiro.

## Império

### Reinado de dom Pedro I (1822-31)
O Exército Nacional (ou Imperial como costumeiramente era chamado) durante a monarquia era dividido em dois ramos: o de 1ª Linha, que era o Exército de fato; e o de 2ª Linha, formado pelas antigas milícias e ordenanças herdadas dos tempos coloniais. Com a recusa das tropas portuguesas nas províncias da Bahia, Maranhão, Pará e Cisplatina em aderirem à independência, o Imperador Dom Pedro I reorganizou as tropas a sua disposição para o conflito iminente. A maior parte dos militares sediados no país - inclusive os naturais de Portugal - permaneceram leais ao Imperador, que pode dispor de tropas, equipamento e bases para as operações de guerra. Assim, durante a Guerra da independência, a força terrestre combateu eficazmente no norte/nordeste e no então extremo sul do Brasil (hoje Uruguai), derrotando as tropas leais a Portugal. Em 1824 o efetivo do Exército de 1ª Linha era de 24.000 homens disciplinados, treinados e equipados tão bem quanto os seus equivalentes europeus. Com o término da guerra de Independência, as Forças Armadas Brasileiras já estavam efetivamente bem organizadas e equipadas. Isto ocorreu graças principalmente a dom Pedro I que sempre admirou e respeitou a carreira de armas. Um batalhão foi enviado a Pernambuco no final de 1824 onde debelou com sucesso a revolta da Confederação do Equador.

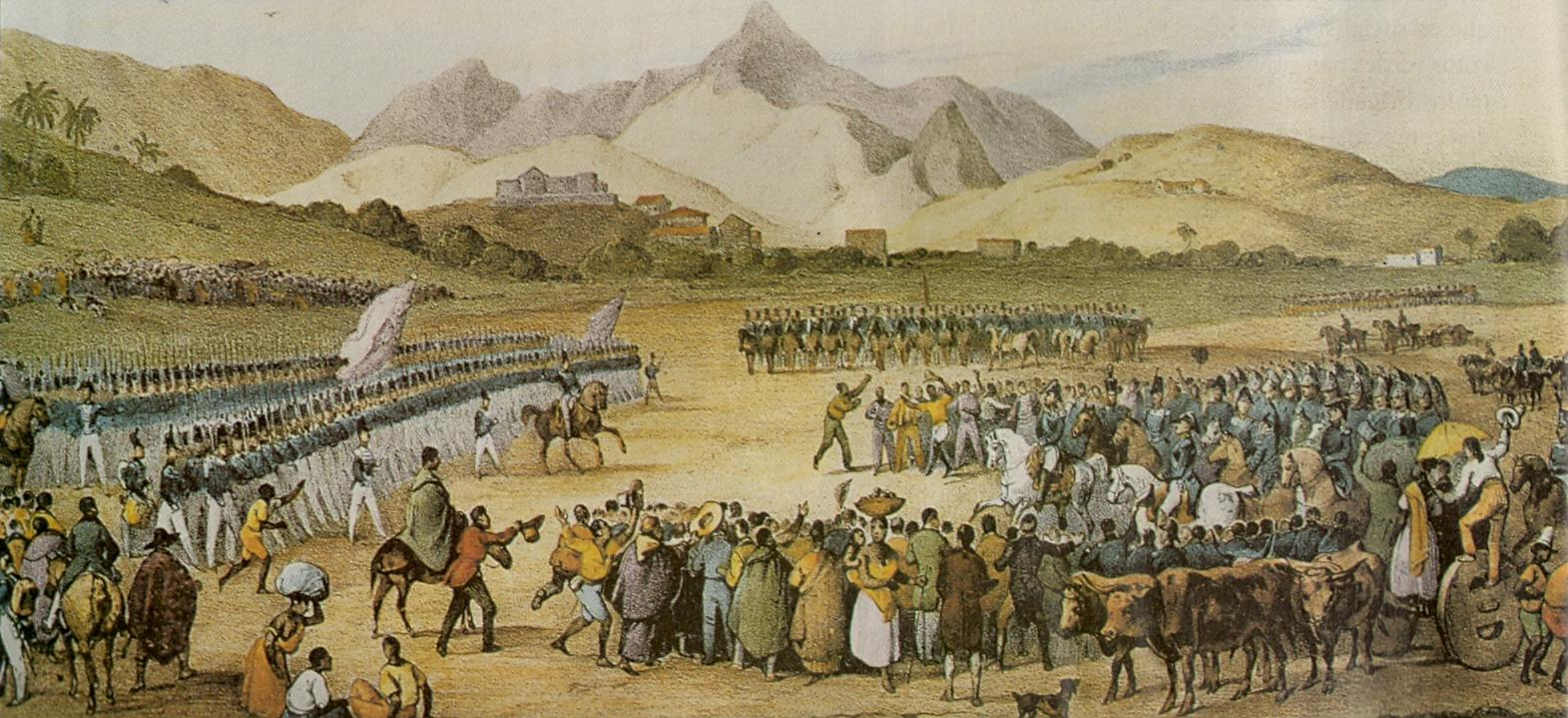
Terceiro batalhão do Exército brasileiro em treinamento em São Cristóvão, Rio de Janeiro.

A formação dos oficiais do Exército era realizada na única escola de engenharia no país até 1874, apesar de não ter sido obrigatória para evoluir na carreira durante o século XIX. Os militares que faziam parte das armas de infantaria e cavalaria necessitavam realizar somente o 1º ano (aritmética, álgebra, geometria, trigonometria e desenho) e 5º ano (tática, estratégia, castramentação, fortificação de campanha, reconhecimento de terreno e química) da grade curricular da instituição de ensino. Enquanto os engenheiros e artilheiros eram obrigados a realizar o curso completo, o que tornou suas armas mais prestigiadas que as demais. Contudo, era permitido aos infantes e cavalarianos estudarem as disciplinas do 2º (álgebra, geometria, geometria analítica, cálculo diferencial e integral, geometria descritiva e desenho), 3º (mecânica, balística e desenho), 4º (trigonometria esférica, física, astronomia, geodésia, geografia geral e desenho), 6º (fortificação regular e irregular, ataque e defesa de praças, arquitetura civil, estradas, portos, canais, mineralogia e desenho) e 7º ano (artilharia, minas e história natural) se assim o desejassem.
O Império declarou guerra às Províncias Unidas do Rio da Prata (atual Argentina) em 1825 por ter colaborado e financiado a revolta separatista na província Cisplatina. Dois anos depois, com um Exército de 1ª Linha de 27.242 homens e de 2ª Linha de 95.000 homens, o Brasil não foi capaz de desferir um golpe avassalador sobre as forças argentinas e rebeldes que realizavam táticas de guerrilha. Ao término do conflito o Império havia perdido mais de 8.000 homens que resultou no desprestígio da carreira militar no país. Os militares culpavam o Imperador por não ter obtido equipamentos e mantimentos junto ao Parlamento. Os políticos, por outro lado, responsabilizaram o monarca pelos altos custos que o conflito causou aos cofres públicos. Dom Pedro I fez o melhor que pôde, mas os políticos liberais dificultaram o quanto puderam as operações militares para que o país não obtivesse êxito na guerra.

### Regência e Reinado de Dom Pedro II (1831-89)

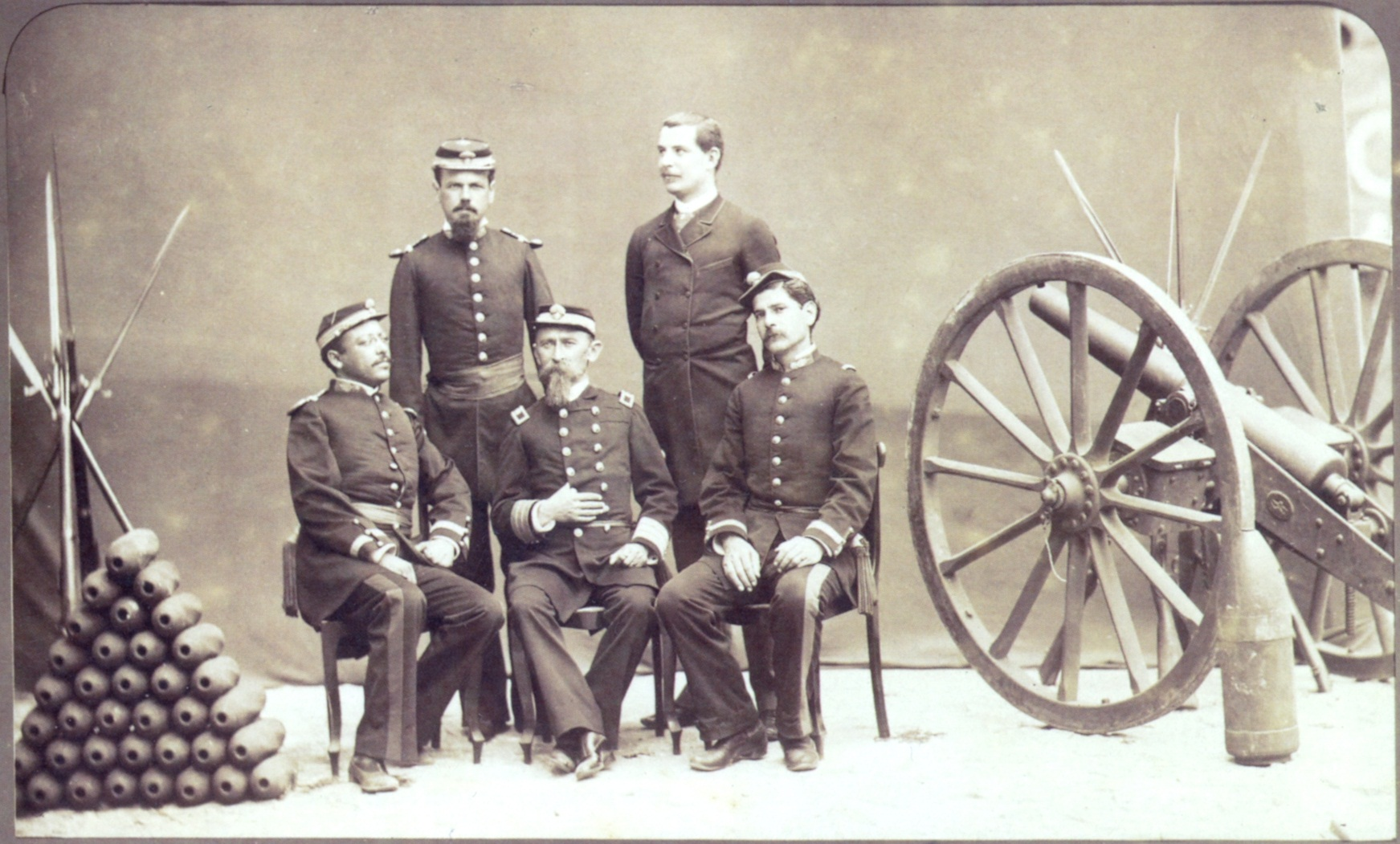
Oficiais brasileiros ao lado de um canhão, 1886

A vitória dos liberais com a abdicação de dom Pedro I resultou na diminuição do efetivo do Exército. Os liberais eram contra o exército por razões ideológicas e econômicas. Tudo o que desejavam era "dispersá-lo, dissolvê-lo, deportá-lo para os confins". O objetivo era eliminar qualquer possibilidade de retorno de dom Pedro ao Brasil, eliminando, portanto, uma das instituições mais ligadas ao ex-Imperador. Vários batalhões foram dissolvidos e outros transferidos para as províncias mais distantes. A maior parte dos soldados foi dispensada, o alistamento foi suspenso e foi proibida a promoção de qualquer oficial. Em 30 de agosto de 1831, a regência liberal reduziu o efetivo do Exército para menos de 10.000 homens e pouco tempo depois para apenas 6.000. Os batalhões formados por mercenários também foram desmobilizados.
Em 18 de agosto de 1831 foi criada a Guarda Nacional com o intuito de auxiliar o reduzido Exército na defesa nacional. A nova instituição substituiria as antigas milícias e ordenanças que foram extintas. A nova força militar era formada teoricamente por todos os brasileiros que tivessem uma renda anual superior a Rs 200$000 (o mesmo valor para ser eleitor). A grande maior parte da população masculina tinha condições de fazer parte da Guarda Nacional: mesmo alguém trabalhando como artesão ou balconista atingia o valor mínimo exigido. Até mesmo ingênuos (filhos livres de pais escravos ou libertos) poderiam se tornar nacionais. Seus membros não eram remunerados e deveriam arcar por si só com os gastos relacionados a uniformes e equipamentos, com a exceção dos armamentos que eram fornecidos pelo Estado. Os nacionais, entretanto, eram uma força com pouca ou nenhuma instrução militar completamente inadequada para as batalhas modernas da época. Não havia tropas permanentes, e nem sequer fortes para se alojarem. Em tempos de guerra a Guarda Nacional era incorporada à tropa de 1ª Linha.< Era, para todos os efeitos, uma força reserva do Exército Imperial, embora na prática, fosse dependente das vontades de seus comandantes regionais, grandes latifundiários e proprietários de escravos, os chamados Coronéis.
O resultado da desmobilização do Exército e da opção por uma força armada sem preparo militar algum logo se fizeram sentir, se constituindo num dos vários motivos do governo central no Rio de Janeiro, ser incapaz de sufocar de pronto as diversas rebeliões, muitas de caráter republicano e anti-escravista, que ocorreram pelo país durante o período regencial. Destas, se destacam a Balaiada, a Cabanada, Cabanagem, a Guerra dos Farrapos, o levante Malê e a Sabinada.
A eleição do conservador Pedro de Araújo Lima para o cargo de regente em 1837 mudou a situação completamente. O Partido Conservador restaurou o Exército, reorganizando-o e reequipando-o e aumentou o seu efetivo para 18.000 homens. O Exército Imperial angariou seguidas vitórias aniquilando as revoltas provinciais. No começo da década de 1840, uma nova reestruturação no Exército tornou-o mais coeso e combativo. Em 1845 a Escola Militar (antiga Academia Militar) foi dividida em duas: uma permaneceu com o antigo nome, enquanto a outra se tornou a Escola Central. Uma nova reforma (Decreto nº 585) ocorrida em 6 de setembro de 1850 melhorou consideravelmente a qualidade dos oficiais do Exército Imperial. A progressão na carreira militar a partir de então ocorreria através da antiguidade, mérito e currículo acadêmico, além de preferência pelos militares que tivessem concluído a Escola Militar. O gabinete conservador criou em 20 de setembro de 1851 o Curso de Infantaria e Cavalaria, que teria as disciplinas do 1º e 5º ano da Escola Militar. A Guarda Nacional foi reformada no mesmo mês, ficaria a partir de então subordinada não mais aos juizes de paz eleitos localmente, mas diretamente ao ministro da Justiça. O Exército Imperial tinha em 1851 mais de 37.000 homens e participou da Guerra do Prata, onde derrotou a Confederação Argentina com a colaboração de tropas uruguaias e de rebeldes argentinos.

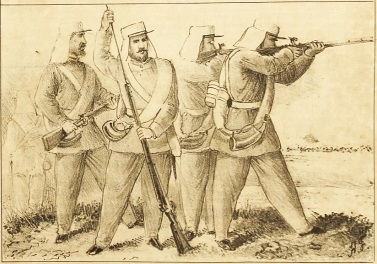
Uniforme do Exército Brasileiro adotado pelo governo para as campanhas oriental e paraguaia.

A deflagração da Guerra do Uruguai, seguida pela Guerra do Paraguai revelou o completo abandono que o Exército Imperial passou desde 1852. Não havia equipamento, munição, fardamento ou meios de transporte. Com apenas 18.000 homens em 1864, foi necessário buscar uma força reserva para colaborar com o esforço de guerra. A Guarda Nacional era composta por 200.000 homens em 1864. Contudo, apesar dos números impressionantes, a falta de treinamento e equipamento, além da grande resistência da maior parte dos nacionais para serem enviados ao teatro de operações, anulou consideravelmente o potencial bélico da instituição. A partir de então a Guarda Nacional foi progressivamente sendo posta de lado em favor do Exército. Criou-se então em 7 de janeiro de 1865 o corpo dos Voluntários da Pátria, que recebeu os brasileiros que se alistaram espontaneamente e mais tarde os recrutados. A nomeação do marquês de Caxias como comandante das tropas brasileiras em operação no Paraguai em meados de 1866 revolucionou completamente o Exército Imperial. Dos 18 mil homens no país inimigo em 1865, o Exército passou a ter 67.365 em 1866, 71.039 em 1867 e 82.271 em 1869 Caxias reorganizou as tropas que receberam uniformes, bagagem e equipamentos tão bons quanto os do Exército Prussiano. O serviço de Saúde prestado as forças armadas tinha qualidade pouco inferior ao que existiu na Guerra de Secessão dos Estados Unidos e superior ao da Guerra da Crimeia. O conflito armado durou mais de cinco anos e custou a vida de 50.000 brasileiros, mas o Império saiu vitorioso e manteve sua supremacia sobre a América Latina. Foram mobilizados 154.996 homens para o Exército Imperial durante toda a guerra, divididos da seguinte maneira: 10.025 militares do Exército que estavam no Uruguai em 1864, 2.047 que se encontravam na província do Mato Grosso, 55.985 Voluntários da Pátria, 60.009 Guardas Nacionais, 8.570 escravos libertos e outros 18.000 Guardas Nacionais que permaneceram em território nacional para defendê-lo.
A Guarda Nacional teve o seu papel restringido em 1873 ao ser impossibilitada de atuar como força policial e partir de então efetivamente como uma força reserva do Exército. Sua dissolução definitiva, contudo, viria a ocorrer somente em 1918. A partir da Escola Militar foi criada em 1874 a Escola Politécnica do Rio de Janeiro direcionada ao curso de engenharia civil. O governo imperial destinava cerca de 27% do orçamento para o Exército e Armada no ano fiscal de 1873-74.

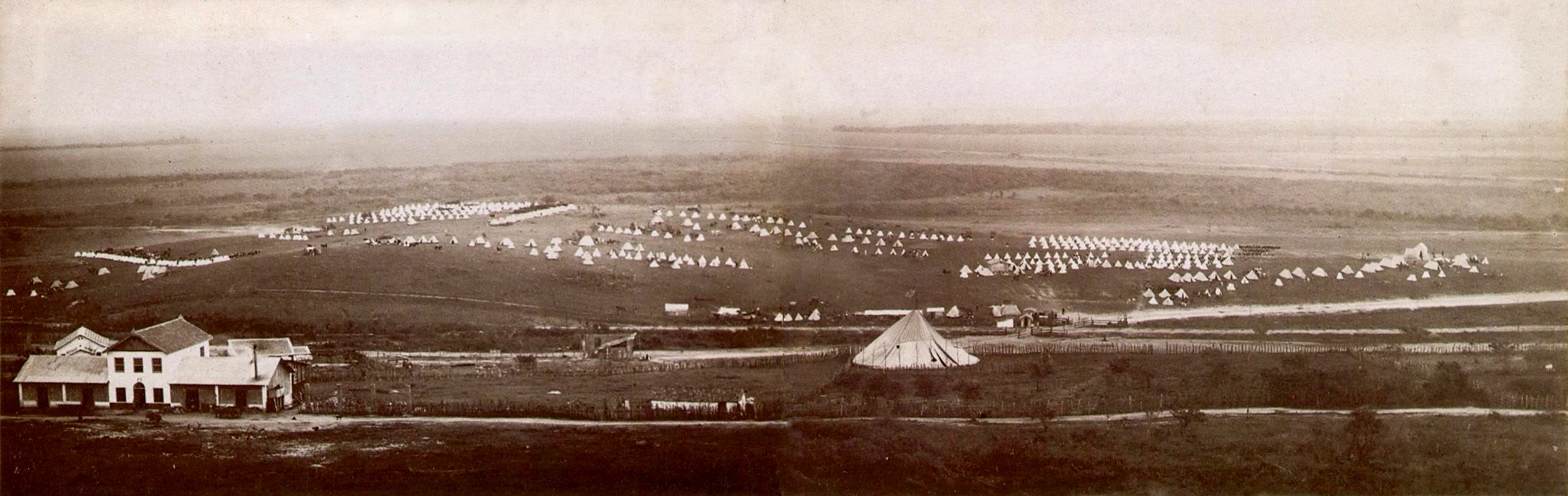
Acampamento militar do Exército Imperial do Brasil, 1885

A partir da década de 1880, surgiu uma nova geração de militares turbulentos e indisciplinados. Os antigos militares monarquistas, como Luís Alves de Lima e Silva (duque de Caxias), Polidoro da Fonseca Quintanilha Jordão (visconde de Santa Teresa), Antônio de Sampaio, Manuel Marques de Sousa (conde de Porto Alegre) e Manuel Luís Osório (marquês do Herval) haviam falecido. Num Exército com um efetivo de somente 13.000 homens, 7.526 haviam sido presos em 1884. Os cadetes aprendiam o Positivismo na Escola Militar e ignoravam por completo qualquer instrução militar. Tanto a geração que sucedeu aos militares monarquistas como a mais nova formada por oficiais de baixa patente defendiam a implantação de uma ditadura militar. Um jornalista que fizera críticas ao comportamento dos militares foi assassinado por oficiais do Exército a luz do dia em uma rua movimentada em 1882. Os ativistas republicanos incentivaram o comportamento indisciplinado de uma parcela dos militares do Exército durante os anos de 1887 e 1888 alegando falta de atenção e consideração por parte do governo as Forças Armadas. Em 1888, cerca de 19% do orçamento era destinado as Forças Armadas. Apesar do percentual ter diminuído quanto a receita em geral, o valor real ainda assim aumentou de em torno de 27.000:000$000 no ano fiscal de 1873-74 para cerca de 30.400:000$000 em 1888. A inflação no período monárquico era extremamente baixa (para efeitos de comparação, em 1887 ocorreu uma deflação de 16,1%), o que não deve ter prejudicado o orçamento das Forças Armadas. Em 1899, já no período republicano, o orçamento destinado ao Exército era apenas um terço do valor de 1889. Contudo, somente no período 1890-1895 a inflação média anual foi de 50%, de maneira que o valor real do orçamento do Exército teria seria ainda mais baixo.
Em 15 de Novembro de 1889 a monarquia foi derrubada por tropas do Exército lideradas pelo marechal Deodoro da Fonseca, que se tornou o líder da primeira ditadura brasileira. Um dos líderes dos militares revoltosos, marechal Câmara (visconde de Pelotas) afirmou que cerca de 20% do efetivo do Exército Imperial apoiou o golpe de Estado. Nos dias seguintes diversos batalhões do Exército espalhados pelas províncias do país participaram de confrontos armados com o intuito de impedir o golpe. Um exemplo foi o do 25º Batalhão de Infantaria que se encontrava em Desterro (atual Florianópolis) e atacou o Clube Republicano em 17 de novembro de 1889. Um mês depois em 18 de dezembro no Rio de Janeiro foi a vez do 2º Regimento de Artilharia. Militares monarquistas participaram da Revolução Federalista ocorrida em 1893 com o intuito de restaurar o Império. Os que não faleceram nas batalhas, foram presos, deportados ou fuzilados.[carece de fontes?]

## República

### Primeira República (1889-1930)
Após o golpe de Estado que instaurou a forma de governo republicano ao país, foi-se prometido aos militares o aumento em seus salários, assim como a instituição da reforma compulsória, alteração dos planos de organização do Exército, a reforma do ensino militar e a regulamentação de promoções visando aperfeiçoar a instituição. Entretanto, a reorganização do Exército limitou-se a aumentar o número de batalhões e regimentos, sem que fosse modificado a quantidade de militares. As promoções que foram concedidas pelo novo governo desrespeitaram a hierarquia, antiguidade e competência, tendo-se como critério apenas interesses políticos. Foram extinguidos três arsenais de guerra, a fábrica de pólvora fora arruinada, não houvera a criação de oficia para armamentos modernos e os armamentos comprados em geral eram completamente ultrapassados. Os gastos com o Exército em 1889 atingiram o montante de 1.666.000 libras, enquanto mais de dez anos depois, o valor gasto na manutenção da instituição era de apenas um terço deste valor, ou seja, 555.333 libras. Apenas nos cinco primeiros anos da República, a inflação corroera a moeda nacional, atingindo uma média de 50% por ano, o que revela a grave situação da força armada neste período, que deveria se manter com menos recursos (com um valor extremamente reduzido graças a inflação descontrolada) que no período imperial.
Ancorado na filosofia positivista, durante os anos 1889-94, ocorreu o primeiro período na história brasileira no qual o exército dirigiu o país, tentando impor suas diretrizes políticas e projetos de desenvolvimento nacional ao restante da sociedade. A instabilidade gerada pelo entrelaçamento da crise sucessória que desaguou na revolta da armada, agravada por uma grave crise econômica, abortou esta primeira tentativa de reger o país sem oposição.
No ano seguinte à Proclamação da República, em 1890, o ensino militar no Brasil foi reformado. Isto ocorreu por inspiração pelos ideais positivistas dos líderes republicanos. Nas escolas militares e nas casernas pregava-se a ideia de uma paz universal duradoura.
O marechal Hermes da Fonseca, ao assumir a pasta da Guerra em 1906, deu vigoroso impulso à reforma da estrutura militar do país. Estabeleceu o serviço militar obrigatório, por sorteio, e reorganizou o exército em bases modernas (ver: Jovens Turcos (Brasil)), reequipando-o. A Lei do Sorteio teve muitos protestos, porém, foi efetivamente aplicada em 1916, após a Guerra do Contestado, pela contingência da entrada do país na Primeira Guerra Mundial.
Devido ao afundamento de navios mercantes Brasileiros na costa europeia por submarinos Alemães durante o primeiro semestre de 1917, o Brasil declarou guerra aos Impérios Centrais em 26 de outubro daquele ano. O Exército Brasileiro participou do conflito no envio de um grupo de oficiais e sargentos para o Front Ocidental que foram incorporados a unidades do Exército Francês. Um terço dos oficiais enviados foi promovido por atos de bravura em ação. Dentre esses, se encontrava o então tenente José Pessoa Cavalcanti de Albuquerque, que atuando no 4.º Regimento de Dragões, foi condecorado por franceses e belgas, sendo promovido a capitão e comandante de esquadrão, por sua atuação a frente de seus comandados. De volta ao Brasil por sua iniciativa e pioneirismo viria a se tornar o patrono da força blindada brasileira.
Em 1919, o Exército Brasileiro foi reorganizado por uma Missão Militar Francesa, chefiada pelo general Maurice Gamelin.
Durante a década de 1920, a história do exército foi marcada pelo movimento tenentista, uma série de rebeliões mal sucedidas, ocorridas entre 1922 e 1927, levadas a cabo por jovens oficiais de baixa e média patente, descontentes com a situação político-social do país. Situação esta que levaria a maioria da oficialidade e tropa, a apoiar o bem sucedido Movimento de 1930.

### Era Vargas (1930-1945)
Entre 1930 e 1950, o exército brasileiro voltou a reger o País de forma direta. Primeiro, até 1945, através da figura de Getúlio Vargas, neutralizando a oposição civil e derrotando as militares em 1932, 1935 e 1938. Depois, entre 1946-50, através do General Dutra.
Durante o primeiro período Vargas, o Estado Novo transferiu em 1938 para o ministro da Guerra as funções efetivas de comando, passando o Estado-Maior a órgão assessor, sem as prerrogativas e responsabilidades deferidas pela legislação anterior. Durante este período também se deu a mudança da escola de formação de oficiais do exército da Academia Militar do Realengo para a das Agulhas Negras.
Com a declaração de guerra ao Nazismo em 1942, acabou por se constituir por imposição da política internacional, o alinhamento do Brasil aos Estados Unidos, através da Comissão Mista Brasil-Estados Unidos. O país colaborou no esforço de guerra aliado, enviando para o teatro de operações da Itália a Força Expedicionária Brasileira (FEB), cuja organização e treinamento obedeciam aos padrões das grandes unidades norte-americanas. Em 1944, o País enviou para o teatro de operações europeu uma força expedicionária sob o comando do General Mascarenhas de Moraes. Designada para operar na Itália, durante o tempo em que esteve em combate, junto ao V Exército dos Estados Unidos da América, a Divisão brasileira sofreu cerca de 450 mortes em combate, 2.000 mortes devido a ferimentos de combate e mais de 12.000 baixas de campanha, tendo assim, dos 25.000 homens enviados, mais de 22.000 participado das ações. Antes que o conflito terminasse, havia feito mais de 15.000 prisioneiros de guerra e capturado duas divisões inimigas, uma alemã e uma italiana. Durante o conflito o Exército entrou em processo de assimilação da doutrina militar norte-americana, mais moderna que a francesa. Apesar do treinamento deficiente e da falta de apoio e material por parte do então governo Brasileiro, na Itália abastecida e treinada pelos padrões Americanos a FEB cumpriu as missões a ela delegada pelo comando Aliado combatendo tropas experientes calejadas por anos de campanha, tendo ao final contribuído para a rápida rendição das tropas alemãs na Itália.

### Nova República (1945-64)

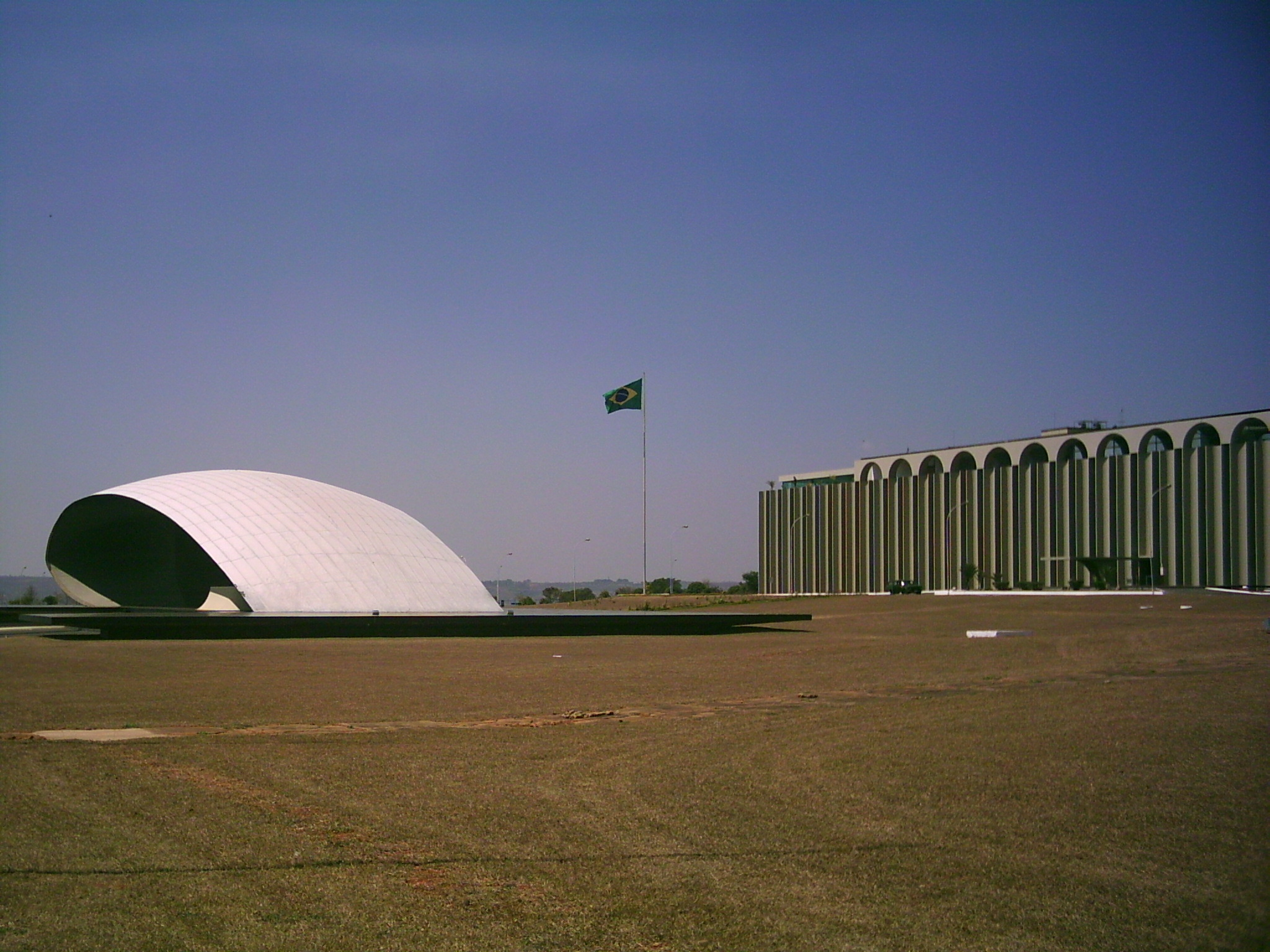
Vista do Quartel General do Exército, em Brasília.

O período de poder exercido pelo exército iniciado em 1930 dividiu-se em 2 partes; a primeira que durou 15 anos, teve a frente Getúlio Vargas. Os eventos que levaram a participação do Brasil na II Guerra Mundial e a pressão da sociedade civil pela redemocratização do país, levaram os militares a afastar Getúlio logo após o conflito. Na eleição que se seguiu, iniciou-se a parte final deste período, quando o candidato do exército, o general Dutra venceu o candidato da aeronáutica, o brigadeiro Eduardo Gomes.
Quando Vargas sucedeu a Dutra, o exército se manteve relativamente neutro na política até a crise que levou ao suicídio de Vargas. Em novembro de 1955, o general Lott liderou movimentação militar que garantiu posse ao presidente e vice-presidente eleitos nas eleições do mês anterior, Juscelino Kubitschek e João Goulart. No entanto, com as novas crises geradas após a renúncia de Jânio Quadros, e a inabilidade dos que o sucederam em geri-las; o exército passou, primeiro a considerar e depois a trabalhar para concretizar a hipótese de voltar a administrar o país sem oposição.

### Regime militar no Brasil (1964-1985)
Com os eventos de março de 1964, iniciou-se o último período no qual o exército regeu os destinos do País. Entre 1964 e 1974, a chamada "linha dura" do Exército extinguiu pouco a pouco as garantias democráticas, além de proibir eleições para cargos executivos estaduais, nacional, e em municípios importantes. No auge da chamada Guerra Fria, com a oposição formal anulada, militantes de esquerda recorreram à guerrilha. O período de maior repressão política ocorreu durante o período Médici, conhecido como "anos de chumbo", no qual a oposição armada foi derrotada. O descontentamento de parte da população causado pelo desgaste natural de anos de poder ditatorial, somado à primeira crise do petróleo de 1973, se refletiu na derrota do partido do exército nas grandes capitais, e principais estados, nas eleições para o Senado em 1974. A crise de credibilidade gerada pelos assassinatos do jornalista Vladimir Herzog e do sindicalista Manoel Fiel Filho, entre outros, numa época em que a oposição armada já se encontrava há muito eliminada; mais a pressão por Democracia exercida pelo presidente americano Jimmy Carter, deram à "ala moderada" do exército, liderada pelos generais Geisel e Golbery, mais força para vencer a resistência da ala dura em relação a um processo de abertura, ainda que lento e gradual.
A segunda onda de greves operárias na região do Grande ABC, somada à segunda crise do petróleo, coincidiram com a promulgação da Lei da Anistia em 1979. Lei esta, que proporcionou o retorno dos exilados, atendendo a anseios da população. Com o início da década de 1980, o descontentamento popular, agravado pelos efeitos da hiperinflação e da crise da dívida externa, só aumentaram as demandas pela volta do Brasil à Democracia. Demandas estas que chegaram ao ápice entre 1983-84. Assim, pouco a pouco, o exército se viu forçado ao retorno à caserna.

### Nova República (1985-presente)
Com a promulgação da constituição, em 1988, o Exército e as demais Forças Armadas se afastaram do núcleo político brasileiro, voltando-se para suas missões constitucionais.
Com o novo cenário internacional após o fim da bipolaridade Estados Unidos - União Soviética, o Exército foi chamado a respaldar a política externa brasileira, passando a atuar em diversas missões de paz patrocinadas pela ONU, tais como em Angola, Moçambique e Timor-Leste, além de enviar diversos observadores militares para várias regiões do mundo em conflito. No ano de 2004, o Exército Brasileiro passou a comandar as forças de paz que se encontram no Haiti.
Em novembro de 2010, a pedido do governador do Estado do Rio de Janeiro, foram enviados cerca de 800 soldados da Brigada de Infantaria Paraquedista do Exército para participar da operação que terminou com a invasão do Conjunto de favelas do Alemão. As tropas chegaram no entorno do morro com cerca de 60 veículos por volta das 15 horas do dia 26 com a missão específica de cercar e isolar a área que seria invadida pela polícia. Apesar de não terem participado da invasão, os soldados trocaram tiros com os criminosos enquanto cumpriam a missão de proteger o perímetro. Em 2012, o Exército terminou sua participação nessa operação, deixando-a a cargo da Polícia Militar do Estado do Rio de Janeiro.